# Rodzina 2+8
Rodzina 2+8 – reality show wyprodukowany w USA przez telewizję TLC. W Polsce emitowany był na kanale Discovery Travel and Living teraz na TLC. Program opowiada o rodzinie Gosselinów składającej się z rodziców Jona i Kate i ich ośmiorga dzieci, dwóch bliźniaczek oraz sześcioraczków (trzech dziewczynek i trzech chłopców). Program ukazuje ich codzienne życie, koncentrując się na wyzwaniach wychowywania wielu dzieci.

## Historia rodziny
Kate Irene Gosselin jest jednym z pięciorga dzieci, ma trzy siostry i brata. Jonathan Keith Gosselin jest środkowym dzieckiem, ma dwóch braci. Para spotkała się 5 października 1997 na pikniku, ślub wzięła 12 czerwca 1999.
U Kate zdiagnozowano zespół wielotorbielowatych jajników. Para poddała się leczeniu i zdecydowała się na sztuczne zapłodnienie. W lutym 2000, Kate była w ciąży z bliźniaczkami. 8 października 2000, Cara Nicole i Madelyn Kate Gosselin urodziły się w odstępie sześciu minut.
Gosselinowie zaczęli myśleć o kolejnym dziecku. Postanowili jednak nie adoptować dziecka, wrócili więc do leczenia niepłodności. W październiku Kate była w ciąży. Przy badaniu USG lekarz poinformował ich, że płód to sześć zarodków. Lekarz sugerował selektywną redukcję, jednak para nie zdecydowała się na to.
Sześcioraczki urodziły się 10 maja 2004 w Penn State Milton S. Hershey Medical Center w Hershey.
18 grudnia 2009 roku Kate i Jonathan rozwiedli się.

## Dzieci
- Bliźniaczki urodzone 8 października 2000
  - Cara Nicole
  - Madelyn „Mady” Kate
- Sześcioraczki urodzone 10 maja 2004
  - Alexis Faith
  - Hannah Joy
  - Aaden Jonathan
  - Collin Thomas
  - Leah Hope
  - Joel Kevin

## Produkcja
W czasie trwania serii zostały zamontowane lampy na sufitach domu w celu ułatwienia filmowania i zapobiegania potknięcia się na przewodach i kablach tymczasowego oświetlenia. Serial kręcony jest trzy dni w tygodniu, jeden dzień z jest zarezerwowany na rozmowę, gdzie Jon i Kate, a czasami dzieci, omawiają wydarzenia, które odbywają się w każdym odcinku. Miejsce wywiadów zostało zlokalizowane w piwnicy i zostało przekształcone z miejsca zabaw. W ich nowym domu miejsce zostało ulokowane w niedokończonym obszarze piwnicy.
Jon i Kate ściśle współpracują z producentami, aby zdecydować jakie tematy zostaną przedstawione w każdym odcinku. Cała rodzina wraz z biegiem dni traktuje ekipę jako część rodziny.

## Spis odcinków
| Seria | Seria | Liczba odcinków | Czas emisji                            |
| ----- | ----- | --------------- | -------------------------------------- |
|       | 1     | 8               | 10 kwietnia 2007 – 14 maja 2007        |
|       | 2     | 12              | 15 października 2007 – 17 grudnia 2007 |
|       | 3     | 31              | 7 stycznia 2008 – 16 czerwca 2008      |
|       | 4     | 41              | 23 czerwca – 23 marca 2009             |
|       | 5     | 40              | 25 maja – 21 września 2009             |